# エゼキエル・エリオット
- エジキール・エリオット

エゼキエル・イライジャ・エリオット（Ezekiel Elijah Elliott,1995年7月22日 - ）は、アメリカ合衆国ミズーリ州セントルイス出身のプロアメリカンフットボール選手。ポジションはランニングバック。

## 経歴

### ドラフト前

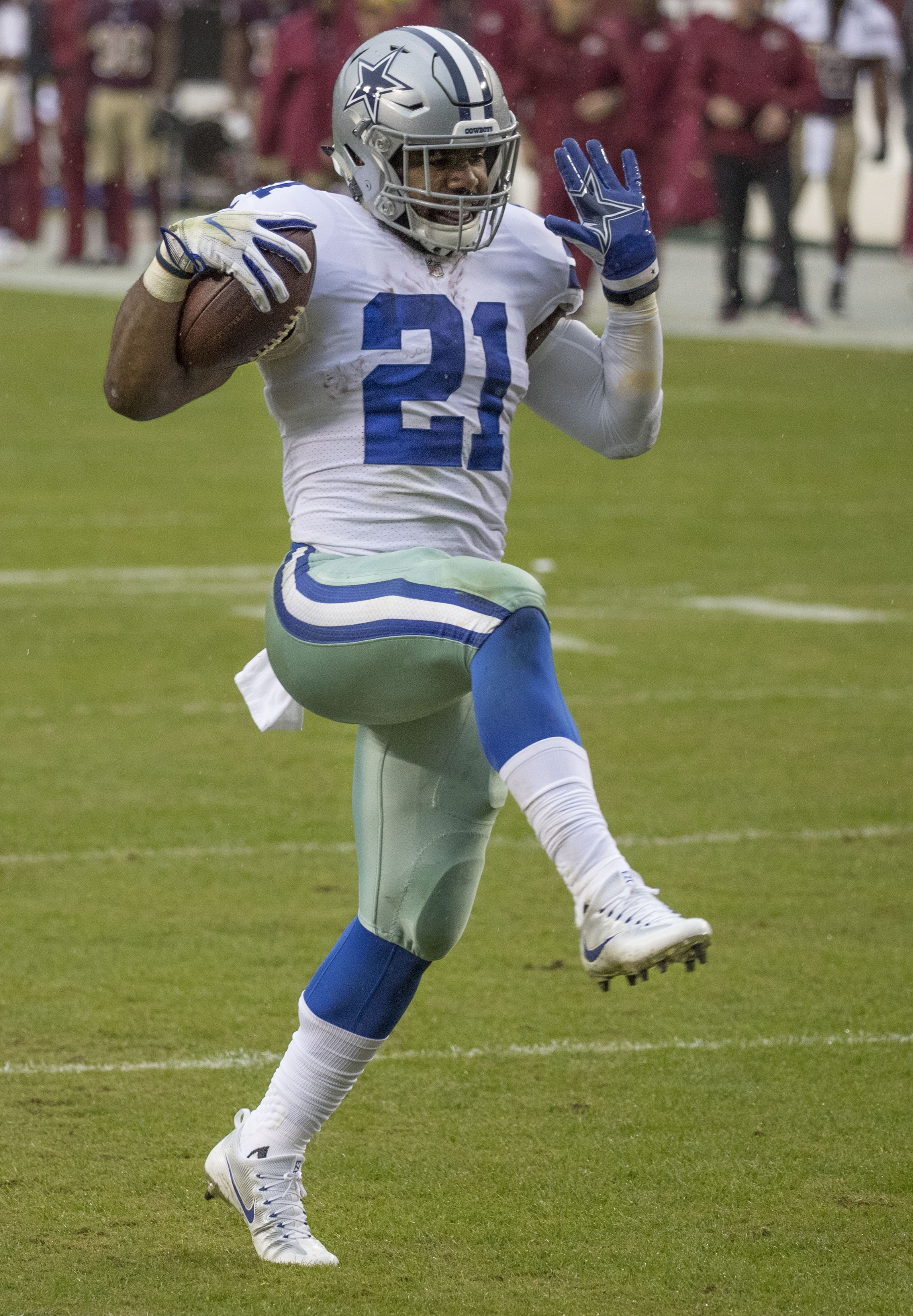
2017年のエリオット

エリオットは、ドラフト前の評価において、2007年のNFLドラフトでミネソタ・バイキングスに指名されたエイドリアン・ピーターソン以来の完成度の高いランニングバックという評価をされ、10位以内での指名が確実視されていた。。

### ダラス・カウボーイズ
2016年のNFLドラフトで、1巡目全体4位でダラス・カウボーイズに指名され入団した。この年のドラフトで最初に指名されたランニングバックであった。この指名によりエリオットは強力なカウボーイズオフェンスのもとでプレーすることが決まり、2016年のNFLルーキーオブザイヤーの有力候補として注目された。
その後2016年5月、4年2,490万ドル、契約ボーナス1,630万ドルのルーキー契約にサインした。

#### 2016年シーズン
シーズン第1週のニューヨーク・ジャイアンツ戦でデビューを果たし、初のラッシングTDを記録した。この試合の獲得ヤードは51に留まったものの、第3週からは4試合連続130ヤード以上を獲得した。
第10週のピッツバーグ・スティーラーズ戦では試合時間残り9秒での32ヤードの決勝TDを含む3TDを記録し、史上3人目となる初出場から9試合目で1,000ヤードを走った選手となった。この活躍でNFCの週間最優秀攻撃選手に選ばれた。
このシーズンは最終的にはいずれもリーグトップとなる322回のキャリーで1,631ラン獲得ヤードを記録し、1970年以降では5人目となるルーキーでのリーディングラッシャーとなった。

#### 2017年シーズン
元恋人への家庭内暴力の疑いでリーグから調査を受け、シーズン開幕前に6試合の出場停止処分が発表された。控訴により処分は延期されていたが、11月にエリオット側が処分の受け入れを表明したことで、第10週から第15週までを欠場した。

#### 2018年シーズン
最終戦を欠場しながらも1,483ラン獲得ヤードを獲得し、エミット・スミスに次いで2人目の、カウボーイズで2度リーディングラッシャーに輝いた選手となった。

#### 2019年シーズン
2019年9月3日、カウボーイズと6年9,000万ドルの契約延長に合意した。年俸1,500万ドルはランニングバックとしては当時史上最高額であった。また、ルーキー契約の最終年と5年目のチームオプションを加えた総額は8年1億300万ドルであり、カウボーイズの選手として初めて1億ドル以上の契約を結んだ選手となった。
全16試合に先発出場して1,357ラン獲得ヤード、12ラッシングTDを記録し、3度目のプロボウルに選出された。

#### 2020年シーズン
ふくらはぎの負傷で第15週のサンフランシスコ・49ers戦を欠場した。

#### 2021年シーズン
後十字靭帯の部分断裂を抱えながらも全17試合に先発出場し、2年ぶりに1,000ラン獲得ヤードを突破した。

#### 2022年シーズン
このシーズンも右膝の負傷を抱えていたが、欠場は2試合に留め、876ラン獲得ヤード、12ラッシングTDを記録した。トニー・ポラードが台頭し、チームは彼をフランチャイズタグに指定したことで、2023年3月15日、カウボーイズから放出された。

### ニューイングランド・ペイトリオッツ
2023年8月14日、ニューイングランド・ペイトリオッツと1年契約を結んだ。

### カウボーイズ復帰
2024年4月29日、古巣カウボーイズと1年300万ドルの契約を結んだ。
ミーティング欠席などにより、第9週のアトランタ・ファルコンズ戦ではチームから出場停止処分を受けた。先発は2試合、ラン獲得ヤードも226に留まり、レギュラーシーズン終了後はプレーオフ進出チームでのプレーを模索するため放出を要求し、12月31日にリリースされた。

### ロサンゼルス・チャージャーズ
2025年1月7日、AFCワイルドカードゲームに臨むロサンゼルス・チャージャーズのプラクティス・スクワッドに加わったが、試合に出場することはなかった。

## 詳細情報
| 記録 | 記録         |
| ---- | ------------ |
|      | リーグトップ |
| 太字 | 自己最高記録 |

### レギュラーシーズン
| 年度 | チーム | 試合 | 試合 | ラン  | ラン        | ラン             | ラン             | ラン | レシーブ | レシーブ    | レシーブ         | レシーブ         | レシーブ | ファンブル | ファンブル |
| 年度 | チーム | 出場 | 先発 | 回数  | 獲得 ヤード | 平均 獲得 ヤード | 最長 獲得 ヤード | TD   | 回数     | 獲得 ヤード | 平均 獲得 ヤード | 最長 獲得 ヤード | TD       | 回数       | ロスト     |
| ---- | ------ | ---- | ---- | ----- | ----------- | ---------------- | ---------------- | ---- | -------- | ----------- | ---------------- | ---------------- | -------- | ---------- | ---------- |
| 2016 | DAL    | 15   | 15   | 322   | 1,631       | 5.1              | 60T              | 15   | 32       | 363         | 11.3             | 83T              | 1        | 5          | 1          |
| 2017 | DAL    | 10   | 10   | 242   | 983         | 4.1              | 30               | 7    | 26       | 269         | 10.3             | 72T              | 2        | 1          | 1          |
| 2018 | DAL    | 15   | 15   | 304   | 1,434       | 4.7              | 41               | 6    | 77       | 567         | 7.4              | 38               | 3        | 6          | 1          |
| 2019 | DAL    | 16   | 16   | 301   | 1,357       | 4.5              | 33T              | 12   | 54       | 420         | 7.8              | 27               | 2        | 3          | 2          |
| 2020 | DAL    | 15   | 15   | 244   | 979         | 4.0              | 31               | 6    | 52       | 338         | 6.5              | 19               | 2        | 6          | 5          |
| 2021 | DAL    | 17   | 17   | 237   | 1,002       | 4.2              | 47               | 10   | 47       | 287         | 6.1              | 21               | 2        | 1          | 1          |
| 2022 | DAL    | 15   | 14   | 231   | 876         | 3.8              | 27               | 12   | 17       | 92          | 5.4              | 31               | 0        | 0          | 0          |
| 2023 | NE     | 17   | 5    | 184   | 642         | 3.5              | 17               | 3    | 51       | 313         | 6.1              | 23               | 2        | 2          | 1          |
| 2024 | DAL    | 15   | 2    | 74    | 226         | 3.1              | 11               | 3    | 12       | 69          | 5.8              | 15               | 0        | 1          | 1          |
| 通算 | 通算   | 135  | 109  | 2,139 | 9,130       | 4.3              | 60T              | 74   | 368      | 2,718       | 7.4              | 83T              | 14       | 25         | 13         |

### ポストシーズン
| 年度 | チーム | 試合 | 試合 | ラン | ラン        | ラン             | ラン             | ラン | レシーブ | レシーブ    | レシーブ         | レシーブ         | レシーブ | ファンブル | ファンブル |
| 年度 | チーム | 出場 | 先発 | 回数 | 獲得 ヤード | 平均 獲得 ヤード | 最長 獲得 ヤード | TD   | 回数     | 獲得 ヤード | 平均 獲得 ヤード | 最長 獲得 ヤード | TD       | 回数       | ロスト     |
| ---- | ------ | ---- | ---- | ---- | ----------- | ---------------- | ---------------- | ---- | -------- | ----------- | ---------------- | ---------------- | -------- | ---------- | ---------- |
| 2016 | DAL    | 1    | 1    | 22   | 125         | 5.7              | 22               | 0    | 1        | -2          | -2.0             | -2               | 0        | 0          | 0          |
| 2018 | DAL    | 2    | 2    | 46   | 184         | 4.0              | 44               | 2    | 6        | 51          | 8.5              | 12               | 0        | 0          | 0          |
| 2021 | DAL    | 1    | 1    | 12   | 31          | 2.6              | 9                | 0    | 1        | 0           | 0.0              | 0                | 0        | 0          | 0          |
| 2022 | DAL    | 2    | 2    | 23   | 53          | 2.3              | 9                | 0    | 3        | 16          | 5.3              | 9                | 0        | 0          | 0          |
| 通算 | 通算   | 6    | 6    | 103  | 393         | 3.8              | 44               | 2    | 11       | 65          | 5.9              | 12               | 0        | 0          | 0          |

- 2024年度シーズン終了時